# Sollicitatiebrief
Een sollicitatiebrief (ook wel motivatiebrief genoemd) is een brief waarmee iemand schrijft in aanmerking te willen komen voor een bepaalde functie bij een bedrijf of organisatie. Meestal wordt een curriculum vitae (cv) meegestuurd.

## Gebruik
Een sollicitatiebrief wordt gebruikt naar aanleiding van een vacature maar kan ook op eigen initiatief worden verzonden. Dit heet heet een open sollicitatie. Ook voor een stageplaats of studentenbaan wordt soms een sollicitatiebrief gemaakt.

## Inhoud
Met een sollicitatiebrief geeft de sollicitant aan waarom deze bij deze werkgever wil werken, waarom de functie aanspreekt en waarom de sollicitant denkt een geschikte kandidaat te zijn. Vaak bestaat de inhoud uit de volgende onderdelen:
- Aanhef
- Openingszin
- Middenstuk

1. Waarom deze werkgever
2. Waarom deze functie
3. Sterke punten en vaardigheden

- Slotzin
- Afsluiting (zakelijke groet)

Tegenwoordig worden ook filmpjes ingestuurd in plaats van brieven, aangezien dit persoonlijker kan overkomen.
Een duidelijke sollicitatiebrief schrijven is belangrijk. Een personeelsfunctionaris moet soms uit honderden brieven kiezen. Het gaat erom op een positieve manier op te vallen, maar niet te overdrijven. Een sollicitatiebrief geeft uitleg over vaardigheden en relevante ervaring. Hij maakt ook duidelijk wat de motivatie is om een bepaalde baan bij een bepaalde werkgever te willen. Daarnaast is het belangrijk dat de brief met zorg en zonder taalfouten of stijlfouten geschreven is. 